# مور پارک (نیو ساوت ولز)
مور پارک (به انگلیسی: Moore Park) یک حومه شهر در استرالیا است که در نیو ساوت ولز واقع شده‌است.